# Renata Viganò
Renata Viganò (* 17. Juni 1900 in Bologna; † 23. April 1976 ebenda) war eine italienische Schriftstellerin und Partisanin. Als Hauptwerk gilt ihr neorealistischer Roman Agnes geht in den Tod (1949), der zu den intensivsten Erzählungen zur italienischen Resistenza zählt.

## Biografie
Am 17. Juni 1900 wurde Renata Viganò als Tochter von Eugenio und Amelia Brassi geboren. Sie wuchs unter bürgerlichen Verhältnissen auf und besuchte eine Privatschule.
Mit finanzieller Unterstützung der Eltern veröffentlichte sie schon mit 12 Jahren ihre erste Gedichtesammlung, Ginestra in fiore (1912), die im Il Resto del Carlino am 22. Januar 1913 besprochen wurde. Wenig später folgte die Veröffentlichung von einer weiteren Gedichtesammlung Piccola Fiamma (1915).
Nach einer bis dahin erfolgreichen Schullaufbahn musste Viganò ab 1917 die Schule abbrechen und arbeiten, da das Unternehmen der Eltern scheiterte. Da sie davon geträumt hatte, Ärztin zu werden, ließ sie sich zur Krankenschwester ausbilden.
In Opposition zum Faschismus stehend entstand ihr Kontakt zur kommunistischen Opposition. So lernte sie auch ihren späteren Mann Antonio Meluschi kennen. Gemeinsam hatten sie einen Sohn, Agostino. Als sich Italien nach dem Sturz von Mussolini den Alliierten im Waffenstillstand von Cassibile anschloss und die Deutschen Restitalien besetzten, schlossen sich Vigano und ihr Mann am 9. September 1943 als Partisanen der Resistenza an. Viganò versorgte zunächst Deserteure in Bologna, um dann zusammen mit dem siebenjährigen Sohn unterzutauchen, zunächst in Emilia-Romagna und dann in den Valli di Comacchio. Ihr Deckname war „Contessa“. In ihrer Brigade war sie als Krankenschwester tätig.
Mit dem Verfassen von Agnes geht in den Tod (1949) begann sie bereits 1945. Es bildet den Höhepunkt ihres schriftstellerischen Schaffens, wurde mit dem Premio Viareggio prämiert und durch den Regisseur Giuliano Montaldo verfilmt. Sie selbst erlebte die Erstausstrahlung des Filmes nicht mehr.
Zum italienischen Widerstand gegen den Faschismus schrieb sie weitere zwei Bücher: Donne della Resistenza (1955), in dem sie gefallene Antifaschistinnen aus Bologna porträtierte, sowie Matrimonio in brigata (1976), in dem sie Erzählungen aus dem Leben von Partisanen und Partisaninnen in den Brigaden gesammelt hatte.
Auch Geschichten von Frauen inspirierten ihr Schaffen und so verfasste sie Mondine (1952) und Una storia di ragazze (1962).
Am 23. April 1976 verstarb Viganò in Bologna.

## Werke
- Ginestra in fiore (1912)
- Piccola Fiamma (1915)
- L’Agnese va a morire. Einaudi, Turin 1949.

Auf Deutsch als Agnes geht in den Tod. Deutsch von Ines Jun-Broda, Volk und Welt, Berlin-Ost 1951.
Neuauflage 2014: Deutsch von Ina Jun-Broda, neu bearbeitet und Nachwort von Ulrike Schimming. edition fünf, Hamburg 2014, ISBN 978-3-942374-46-0. (Fachwissenschaftliche Rezension)
- Mondine (1952)
- Donne della Resistenza, STEB, Bologna 1955.
- Una storia di ragazze (1962)
- Matrimonio in brigata (1976)